# Sybra papuensis
Sybra papuensis är en skalbaggsart som beskrevs av Stefan von Breuning 1982. Sybra papuensis ingår i släktet Sybra och familjen långhorningar. Inga underarter finns listade i Catalogue of Life.